# Manda nearctica
Manda nearctica (лат.) — вид жесткокрылых насекомых семейства стафилинид (Staphylinidae). Впервые описан в 1964 году энтомологом Муром (англ. Moore).
Как правило, считается единственным представителем монотипического рода Manda, хотя иногда к этому роду относят Manda mandibularis Gyllenhal, 1827.

## Распространение, описание
Распространён в Северной Америке. Считается эндемиком США: был описан из штатов Джорджия, Флорида, отдельные экземпляры встречаются в Алабаме. В некоторых источниках указан как эндемик Флориды.
Длина обычного экземпляра — 2—3 мм.